# Gorilla vs. Bear
Gorilla vs. Bear — это MP3-блог, посвящённый независимой музыке в формате MP3, видео, новостям и рецензиям всех жанров. Он был создан Крисом Канталини в марте 2005 года, а Дэвид Бартолоу присоединился к нему в качестве автора в 2006 году. Gorilla vs. Bear регулярно публикует статьи неизвестных, известных и независимых исполнителей, не имеющих контракта с лейблом. Блог также известен использованием плёнки Polaroid и камер Holga для съёмки портретов артистов и освещения концертов. Он получил множество наград.

## История
В 2006 году Sirius Satellite Radio выбрало Gorilla vs. Bear в качестве одного из ведущих еженедельной радиопрограммы «Blog Radio» на студенческом / инди-рок-канале Left of Center. В настоящее время она доступна на канале SiriusXMU.
Начиная с музыкального фестиваля South by Southwest 2010 года, Gorilla vs. Bear организовали небольшую выставку под названием Gorilla vs. Booze.

## Награды
- 2007: «Блог года об mp3» по версии The Morning News[англ.][5].
- 2008: Один из лучших музыкальных блогов в интернете, в выпуске «Лучшие в роке» журнала Rolling Stone[6].
- 2008: «Лучший музыкальный блог» 2008 года по версии Urb[англ.][7].
- 2009: Один из «25 лучших музыкальных сайтов» по версии The Independent[8].
- 2011: Номинирован на премию MTV O Music Awards (OMA) в категории «Лучший независимый музыкальный блог»[9][10].

## Альбом года
| Год  | Артист               | Альбом                                          | Источник |
| ---- | -------------------- | ----------------------------------------------- | -------- |
| 2006 | The Knife            | Silent Shout                                    | [ 14 ]   |
| 2007 | Panda Bear           | Person Pitch                                    | [ 15 ]   |
| 2008 | White Denim          | Exposion                                        | [ 16 ]   |
| 2009 | White Denim          | Fits                                            | [ 17 ]   |
| 2010 | Beach House          | Teen Dream                                      | [ 18 ]   |
| 2011 | Shabazz Palaces      | Black Up                                        | [ 19 ]   |
| 2012 | Chromatics           | Kill for Love                                   | [ 20 ]   |
| 2012 | Grimes               | Visions                                         | [ 20 ]   |
| 2013 | Autre Ne Veut        | Anxiety                                         | [ 21 ]   |
| 2014 | Shabazz Palaces      | Lese Majesty                                    | [ 22 ]   |
| 2015 | Grimes               | Art Angels                                      | [ 23 ]   |
| 2016 | A Tribe Called Quest | We Got It from Here... Thank You 4 Your Service | [ 24 ]   |
| 2017 | Yaeji                | Yaeji                                           | [ 25 ]   |
| 2017 | Yaeji                | EP2                                             | [ 25 ]   |
| 2018 | Tirzah               | Devotion                                        | [ 26 ]   |
| 2019 | Lana Del Rey         | Norman Fucking Rockwell!                        | [ 27 ]   |
| 2020 | Helena Deland        | Someone New                                     | [ 28 ]   |
| 2021 | Magdalena Bay        | Mercurial World                                 | [ 29 ]   |
| 2022 | Jockstrap            | I Love You Jennifer B                           | [ 30 ]   |
| 2023 | Nourished by Time    | Erotic Probiotic 2                              | [ 31 ]   |
| 2024 | Cindy Lee            | Diamond Jubilee                                 | [ 32 ]   |

| Десятилетие | Артист     | Альбом       | Источник |
| ----------- | ---------- | ------------ | -------- |
| 2000s       | Panda Bear | Person Pitch | [ 33 ]   |
| 2010s       | Grimes     | Visions      | [ 34 ]   |